# Österrikes riksvapen

Österrikes nuvarande riksvapen

Österrikes lilla riksvapen före första världskriget

Österrikes riksvapen är Österrikes officiella heraldiska vapen. Den har vissa likheter med det lilla vapen som fram till år 1918 användes av den österrikiska rikshalvan inom Österrike-Ungern samt dubbelmonarkins stora vapen.

## Historik
När den österrikisk-ungerska dubbelmonarkin upplöstes efter första världskriget fick den nya republiken Österrike ett nytt statsvapen. Den tidigare österrikisk-ungerska dubbelörnen ersattes med enhövdad örn. Den tidigare kejsarkronan ersattes av en murkrona som en folklig krona, en symbol för borgarklassen. Som symboler för de övriga delarna av folket fick örnen i det nya riksvapnet också nya föremål att greppa i sina klor. Riksäpplet, svärdet och spiran ersattes av en hammare i den vänstra klon och en skära i den högra, symboler som således skulle representera arbetarna respektive bönderna.
Efter andra världskriget tillkom en sprängd kätting mellan örnbenen som en symbol för befrielsen från nazismen.
På sitt bröst bär örnen en vapensköld som visar den österrikiska flaggans färger (röd-vit-röd) som är ett emblem för Österrike.